# Helleia lapponica
Helleia lapponica är en fjärilsart som beskrevs av Baukhaus 1876. Helleia lapponica ingår i släktet Helleia och familjen juvelvingar. Inga underarter finns listade i Catalogue of Life.